# Phragmataecia brunni
Phragmataecia brunni is een vlinder uit de familie houtboorders (Cossidae). De wetenschappelijke naam van deze soort werd voor het eerst geldig gepubliceerd in 1893 door Pagenstecher.
De soort komt voor in tropisch Afrika.